# EZ Basic
Az EZ Basic egy magyar gitárpop zenekar. A Budapesti indie zenei szcéna egyik legemblematikusabb zenekarának számított a 2000-es évek végén. 

## Története
Az EZ Basic kéttagú formációként indult 2000-ben, Szarvas Árpád (dalszerzés, ének, gitár, billentyűk, programozás) és Pesztalics Dénes (basszusgitár) alapították Szegeden.

Szarvas Árpád pár évvel korábban, a gimnáziumi évek alatt már tagja volt a Pale Blue Eyes nevű helyi együttesnek (amely leginkább a korai Nick Cave and the Bad Seeds, a Joy Division, illetve a Sonic Youth zenei világát megidéző progresszív, pszichedelikus zaj-rock zenekar volt), majd abból kilépve egy saját formáció megalapítását tervezte. Az 1999-ben íródott dalokban leginkább a brit shoegaze és indie együttesek zenei világa (Ride, House of Love, Primal Scream, The Jesus and Mary Chain, Lush) keveredett az 1970-es évek elektronikájával (Kraftwerk, Suicide). A dalok rögzítéséhez Pesztalics Dénest hívta segítségül, akivel végül megalakította az EZ Basic-et.
A duó fő célja az indie-pop, new wave, post-punk, és az elektronikus zene vegyítése volt (az "EZ Basic" elnevezés is egyszerre utalás a korai 1980-as évek számítógépeire/elektronikájára, de ugyanakkor a korai punk szellemiség zenéhez való minimalista "csináld magad" hozzáállását is magában hordozza). 
Az EZ Basic 2005 májusában alakult trióvá Tóth András (dob) csatlakozásával, 2006-ban pedig elkészült EZ to Say című promo kislemezük, amelyet Németországban (München) is bemutattak, Magyarországon pedig az indie színtér egyik kiemelkedő együttesévé nőtte ki magát a zenekar.A kislemezt a Hocus Focus című – mindössze hat nap alatt rögzített – bemutatkozó nagylemez követte, amelyet a magyar zenei kritikusok és a közönség is egyaránt pozitívan fogadott.
Szarvas Árpád 2008 őszén kezdte meg második album felvételeit, melynek a keverési munkálatait a brit George Shilling végezte (aki előzőleg olyan együttesek albumain dolgozott mint pl. Blur, Primal Scream, Teenage Fanclub, My Bloody Valentine, Texas, Steve Winwood stb). Az album Hello Heavy címmel 2010 március 3-án került a boltokba, és több dal is rádiós rotációba került róla.
A második album megjelenése után (amelyet élőben - Nagybaczoni Áron billentyűssel kiegészülve - a Placebo előzenekaraként a Papp László Sportarénában, valamint a hollandiai Eurosonic fesztiválon is bemutatott a zenekar) az EZ Basic újabb anyaggal tért vissza; április 11-én Memories Of Spring címmel ötszámos kislemezt jelentetett meg.
Az EP-t három év múlva egy újabb nagylemez követett: 2015 végén megérkezett a Dead End Darling.
Az EZ Basic legújabb, negyedik albuma 2017. november 21-én jelent meg Sissyfuzz címmel.

## Tagok
- Szarvas Árpád

## Diszkográfia

### Albumok
- Hocus Focus (szerzői kiadás, 2007)
- Hello Heavy (Twelvetones/EMI Publishing, 2010)
- Dead End Darling (2015)
- Sissyfuzz (2017)
- Resonance (2021)
- Nocturner (2024)

### EP-k
- EZ Basic (2005)
- EZ to Say (2007)
- Memories of Spring (2012)
- New Lines (2013)
- Unnatural (2014)
- Whatcha Gonna Do With Your Life? (2015)
- Bruise Boy (2016)
- Right Time (2017)
- Stay In (2021)
- Lost Shores (2024)

### Videóklipek
- Nice1 (2008)
- May (2010)
- Motorik Erik (2011)
- Sometimes I Can't (2012)
- Unnatural (2014)
- Whatcha Gonna Do With Your Life? (2015)
- Go (2016)
- Bronco (2018)
- Minxx (2019)
- Stay In (2022)

## Külső hivatkozások
- Hivatalos magyar weboldal
- A zenekar a Facebookon
- EZ Basic az angol felsőoktatásban